# Alicja Daniel
Alicja Daniel (ur. 30 października 1980) – polska judoczka.
Była zawodniczka klubów: KSJ Gwardia Koszalin (1992-1999), KS AZS AWFiS Gdańsk (2000-2003). Brązowa medalistka mistrzostw Polski seniorek 2001 w kategorii do 48 kg. Ponadto m.in. mistrzyni Polski juniorek w kategorii do 44 kg.